# Přírodní park Přebuz
Přírodní park Přebuz je chráněné území – přírodní park v blízkosti obce Přebuz (německy Frühbuß) v Karlovarském kraji v okrese Sokolov. Nachází se v Přebuzské hornatině v západní části Krušných hor při státní hranici s Německem. Nejvyšší nadmořskou výškou v parku je vrchol Špičáku ve výšce 995 m, který se nachází přibližně 3,7 km západně od Přebuzi a je nejvyšší horou okresu Sokolov. V pramenné oblasti říčky Rolavy je rozsáhlý komplex vrchovištních rašelinišť. Mezi nejcennější patří Velké jeřábí jezero a Velký močál, které byly samostatnými národními přírodními rezervacemi až do roku 2012, kdy se staly součástí nově vyhlášené (vyhlášení 1. července 2012) národní přírodní rezervace Rolavská vrchoviště. Na území přírodního parku, zejména v okolí Přebuzi a Rolavy (Sauersack), jsou místa zasažená rozsáhlou hornickou činností, která zde probíhala v minulosti od 12. století až do poloviny 20. století. Jediným městem v přírodním parku je Přebuz, která je svým počtem obyvatel 75 (údaj k 1. lednu 2012) nejmenším městem v České republice.

## Historie
Přírodní park Přebuz byl vyhlášen v roce 1980 jako oblast klidu, v roce 1992 došlo k přejmenování klidové oblasti na přírodní park.

## Přírodní poměry

### Geologie
Podloží celého území přírodního parku tvoří granity krušnohorského plutonu. Geologové pracující v 19. století v terénu dělili granit do několika typů. Zavedli pojmenování horská žula a krušnohorská žula, které se používá dodnes. Horská žula bývá většinou starší (332–323 milióny let), krušnohorská žula mladší (325–290 milióny let). Na řadě místech pronikají územím žíly žulového porfyru (např. Čertova hora 987 m n. m.) a žilných pegmatitů (např. vrch Šišák 855 m n. m.). Zvětráváním vymodelovaný blok žulového porfyru vytváří přírodní památku Kamenný hřib.
Geologické mapování v oblasti přineslo nové poznatky o tom, že jádra vrchovišť původně vznikla na vývěrech podzemních vod.
Další vývoj pak směřoval k dešťovému typu rašelinišť.

### Hydrologie

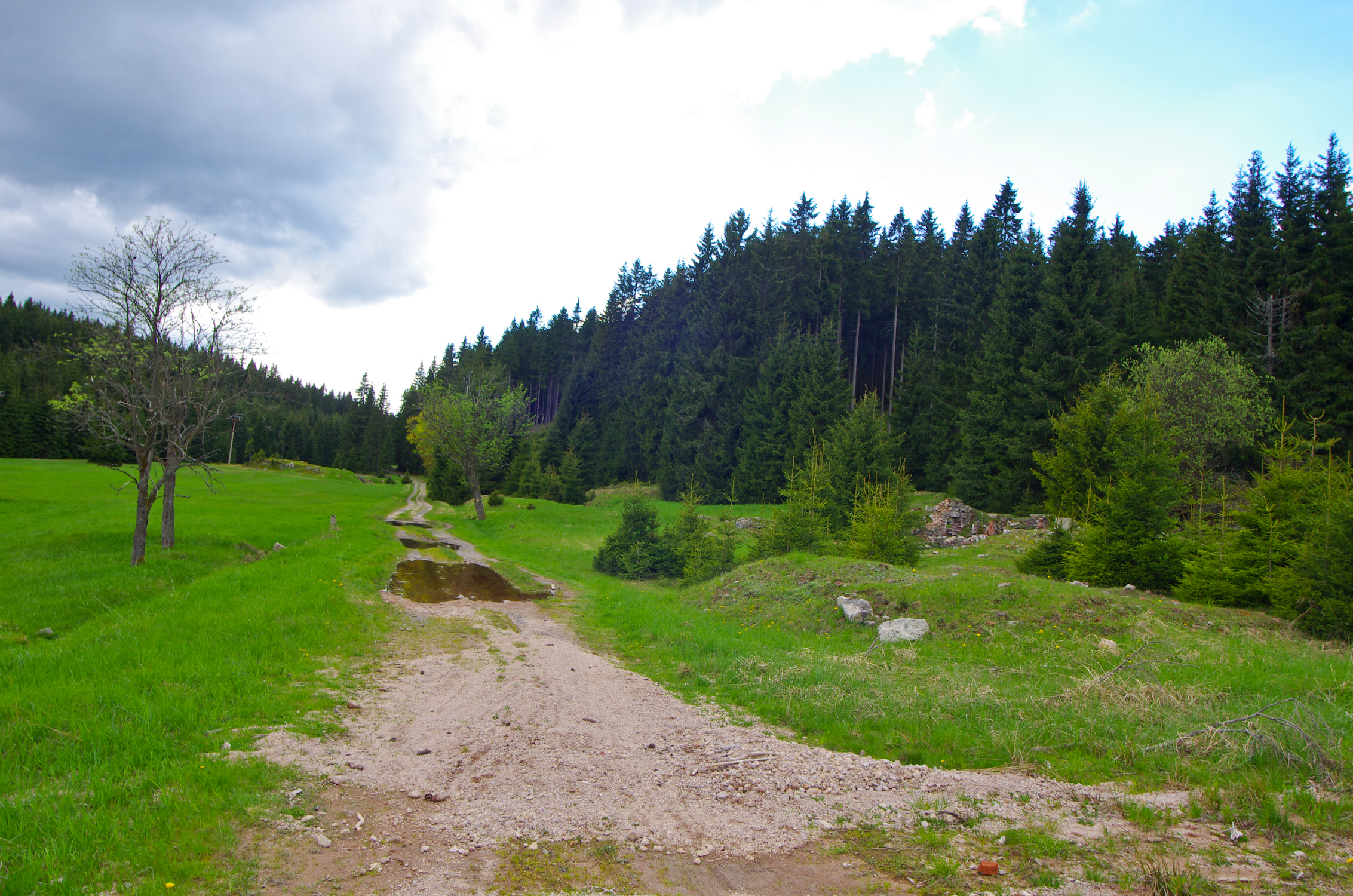
U zaniklé obce Chaloupky na jaře 2013

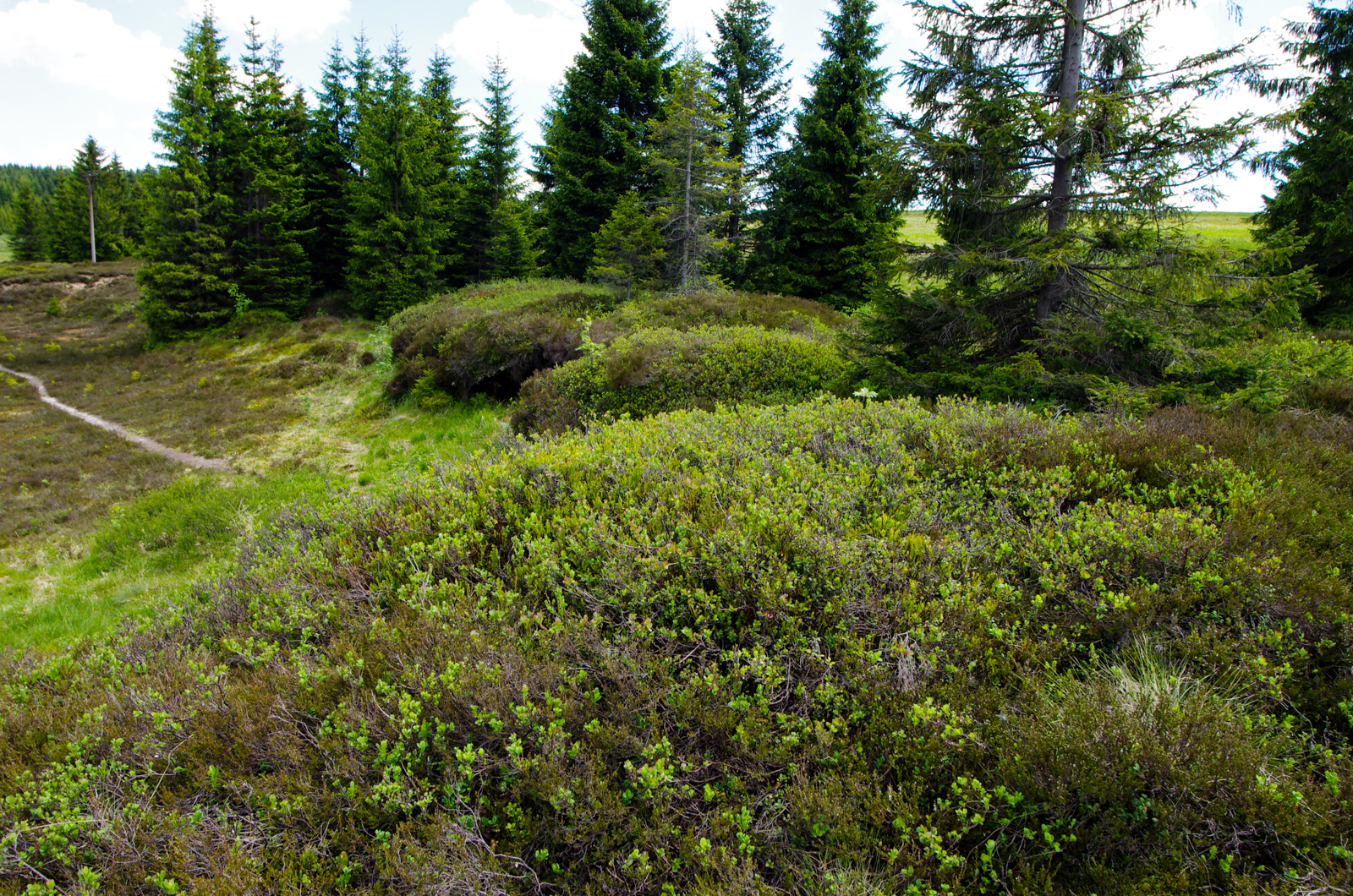
Přebuzské vřesoviště v červnu 2014

Oblast je odvodňována do Ohře. Významnějšími vodními toky v přírodním parku jsou řeky Rolava a Rotava. Řeka Rolava pramení v národní přírodní rezervaci Rolavská vrchoviště pod Jeřábím vrchem (965 m n. m.) v blízkosti státní hranice s Německem. U zaniklé osady Chaloupky opouští přírodní park a pokračuje přes Nejdek až do Karlových Varů, kde se vlévá do Ohře. Říčka Rotava pramení u Přebuzi a území opouští u obce Šindelová. Protéká obcí Rotava a vlévá se do řeky Svatavy. Oblast je pramennou oblastí řek Wilzsch a Cvikovské Muldy (Zwickauer Mulde), které pramení na vrchovištích a pokračují za německou hranici.

### Flóra
Oblast parku je chráněna především pro specifické složení vegetace. Najdete zde rozsáhlé porosty borovice bahenní, území vrchovišť je lemováno podmáčenými smrčinami, kde v mechovém patře roste sedmikvítek evropský (Trientalis europaea), třtina chloupkatá (Calamagrostis villosa), brusnice borůvka (Vaccinium myrtillus). V podmáčených depresích po vytěžených rašeliništích vznikla mozaika různorodých biotypů s bohatými vřesovišti, na kterých roste vlochyně bahenní (Vaccinium uliginosum) a kyhanka sivolistá (Andromeda polifolia). Tam, kde došlo při těžbě rašeliny k obnažení až na minerální podloží, roste plavuň vidlačka (Lycopodium clavatum). Zvodnělé příkopy s rašeliníky (Sphagnum) doprovází rosnatka okrouhlolistá (Drosera rotundifolia) a rosnatka anglická (Drosera anglica). Na trvale zaplavených plochách podél říčky Rolavy roste vzácně zdrojovka potoční (Montia hallii). Na smilkových loukách roste prha arnika (Arnica montana) a prstnatec listenatý (Dactylorhiza longebracteata).

### Fauna
Na území parku žije ze savců jelen lesní (Cervus elaphus), známý také pod názvem jelen evropský, z ptáků tetřev hlušec (Tetrao urogallus), tetřívek obecný (Tetrao tetrix), bekasina otavní (Gallinago gallinago), čáp černý (Ciconia nigra), chřástal polní (Crex crex), jestřáb lesní (Accipiter gentilis), krahujec obecný (Accipiter nisus), ostříž lesní (Falco subbuteó), vodouš kropenatý (Tringa ochropus), bramborníček hnědý (Saxicola rubetra), hýl rudý (Carpodacus erythrinus), krkavec velký (Corvus corax), ořešník kropenatý (Nucifraga caryocatactes), kulíšek nejmenší (Glaucidium passerinum), z plazů zmije obecná (Vipera berus), hojně zejména v okolí bývalého areálu úpravny cínových rud a zajateckého tábora a pracovního tábora v Rolavě, ještěrka živorodá (Zootoca vivipara) a užovka obojková (Natrix natrix). Společenstva s unikátní biodiverzitou hmyzu jsou vázaná na ruiny areálu úpravny cínové rudy.

## Hornická činnost

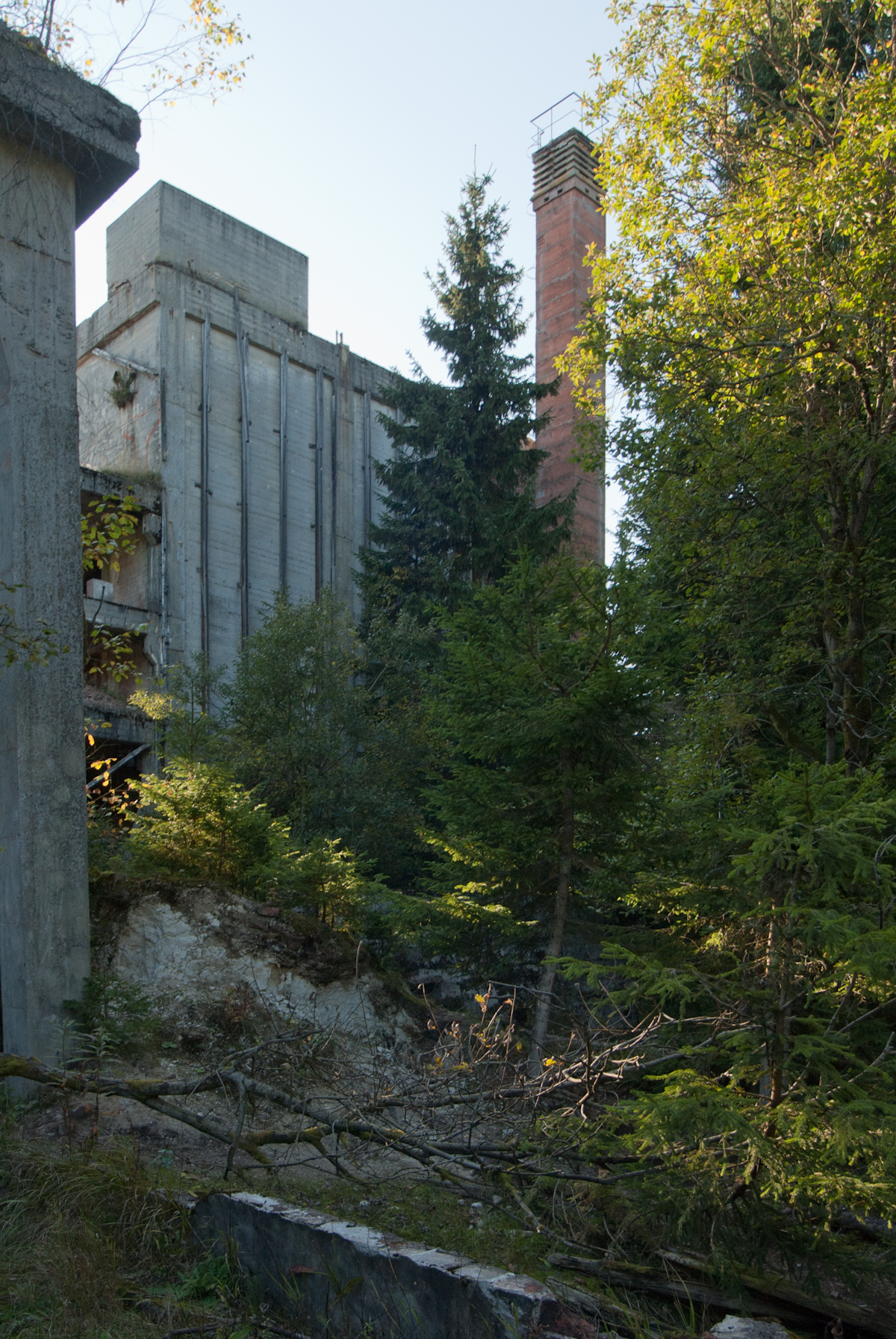
Bývalá úpravna rud v Rolavě

V části území probíhala od 12.–13. století hornická činnost. Nejprve se jednalo o rýžování kasiteritu (cínové ruda) v okolí Přebuzi, pramenné oblast říčky Rolavy a mezi zaniklými obcemi Rolavou a Chaloupky. Později došlo k postupnému přechodu od rýžování k hlubinnému dobývání. S ohledem na velikost hald a obvalů mělo dobývání značný rozsah. Nejvyššího rozmachu dosahovala těžba cínových rud v 16. století. V dalším období docházelo k úpadku, těžba zanikla počátkem 19. století. K obnovení těžby došlo na počátku 20. století. V letech 1946 až 1947 se zde prováděl uranový průzkum. V letech 1953 až 1958 (ložisko Přebuz) a v letech 1965 až 1966 (ložisko Rolava) se prováděl průzkum na cín. Specifickým místem jsou pozůstatky mohutných železobetonových staveb u cesty z Rotavy do Jelení. Jedná se o centrální úpravnu cínové rudy vybudovanou během druhé světové války. V prostoru byl postaven i zajatecký tábor a pracovní tábor. V dolech i úpravně pracovali především váleční zajatci a totálně nasazení dělníci. Těžební i úpravárenská činnost zde probíhaly až do konce války. V květnu 1945 přešel důlní závod do správy československého státu a brzy nato byl uzavřen. Pozůstatky mohutných železobetonových staveb (skelet úpravny, zásobníky rudy, kruhový zahušťovač rmutu) jsou zde dodnes.
Část území přírodního parku, zejména v okolí Přebuzi a Rolavy, byla zasažena těžbou rašeliny na zimní otop, která probíhala v 19. století a první polovině 20. století. Těžbou rašeliny bylo nejvíc narušeno vrchoviště Velké jeřábí jezero.

## Maloplošná chráněná území
Na území přírodního parku se nachází maloplošná chráněná území:
- národní přírodní rezervace Rolavská vrchoviště
- přírodní památka Kamenný hřib
- přírodní památka Přebuzské vřesoviště
- přírodní památka Rašeliniště Haar